# UnionPay
UnionPay (chinês simplificado: 银联, pinyin: Yínlián), também conhecido como China UnionPay  (chinês simplificado: 中国银联, pinyin: Zhōngguó Yínlián) ou por sua abreviatura, CUP ou UPI internacionalmente, é uma corporação chinesa de serviços financeiros com sede em Xangai, na China. Fornece serviços de cartões bancários e um importante esquema de cartões na China continental. Fundada em 26 de março de 2002, a China UnionPay é uma associação para a indústria de cartões bancários da China, operando sob a aprovação do Banco Popular da China (PBOC, banco central da China). É também uma rede de transferência eletrônica de fundos no ponto de venda (EFTPOS) e a única rede interbancária na China que conecta todos os caixas eletrônicos (ATMs) de todos os bancos em todo o país. Os cartões UnionPay podem ser usados em 180 países e regiões ao redor do mundo.

## História

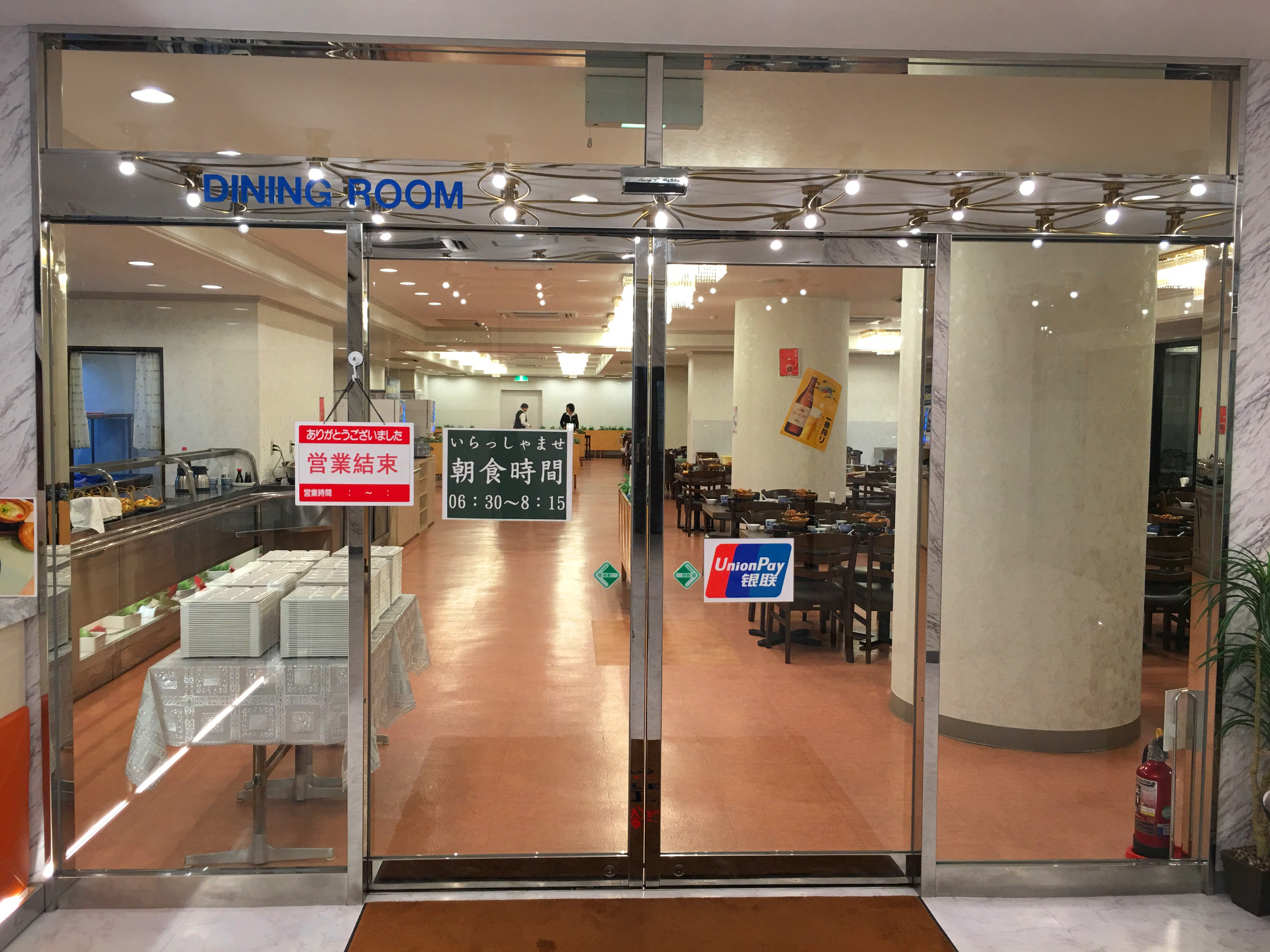
Adesivo UnionPay na porta de um refeitório em Chiba, no Japão

Com a aprovação do Banco Popular da China (PBOC), a China UnionPay foi lançada em 26 de março de 2002, em Xangai, pelo governador do PBOC Dai Xianglong. O Banco Industrial e Comercial da China, o Banco Agrícola da China, o Banco da China e o China Construction Bank serviram como seus primeiros membros. No entanto, o conceito de uma rede unificada de cartões bancários chineses remonta a 1993, com a formação do "Projeto Cartão Dourado" defendido pelo então líder chinês Jiang Zemin. O UnionPay é considerado seu descendente, embora as tentativas de unificar os vários cartões de crédito e redes interbancárias da China estejam em vigor desde a década de 1990.

Em 2015, a UnionPay ultrapassou a Visa e a Mastercard em valor total de pagamentos feitos pelos clientes e se tornou a maior organização de processamento de pagamentos com cartão (cartões de débito e crédito combinados) do mundo, superando as duas. No entanto, apenas 0,5% desse volume de pagamentos foi feito fora da China. Durante a invasão russa da Ucrânia em 2022, quando os bancos russos foram sancionados pelos EUA e pela União Europeia, vários bancos russos mudaram para o sistema da operadora de cartões UnionPay.

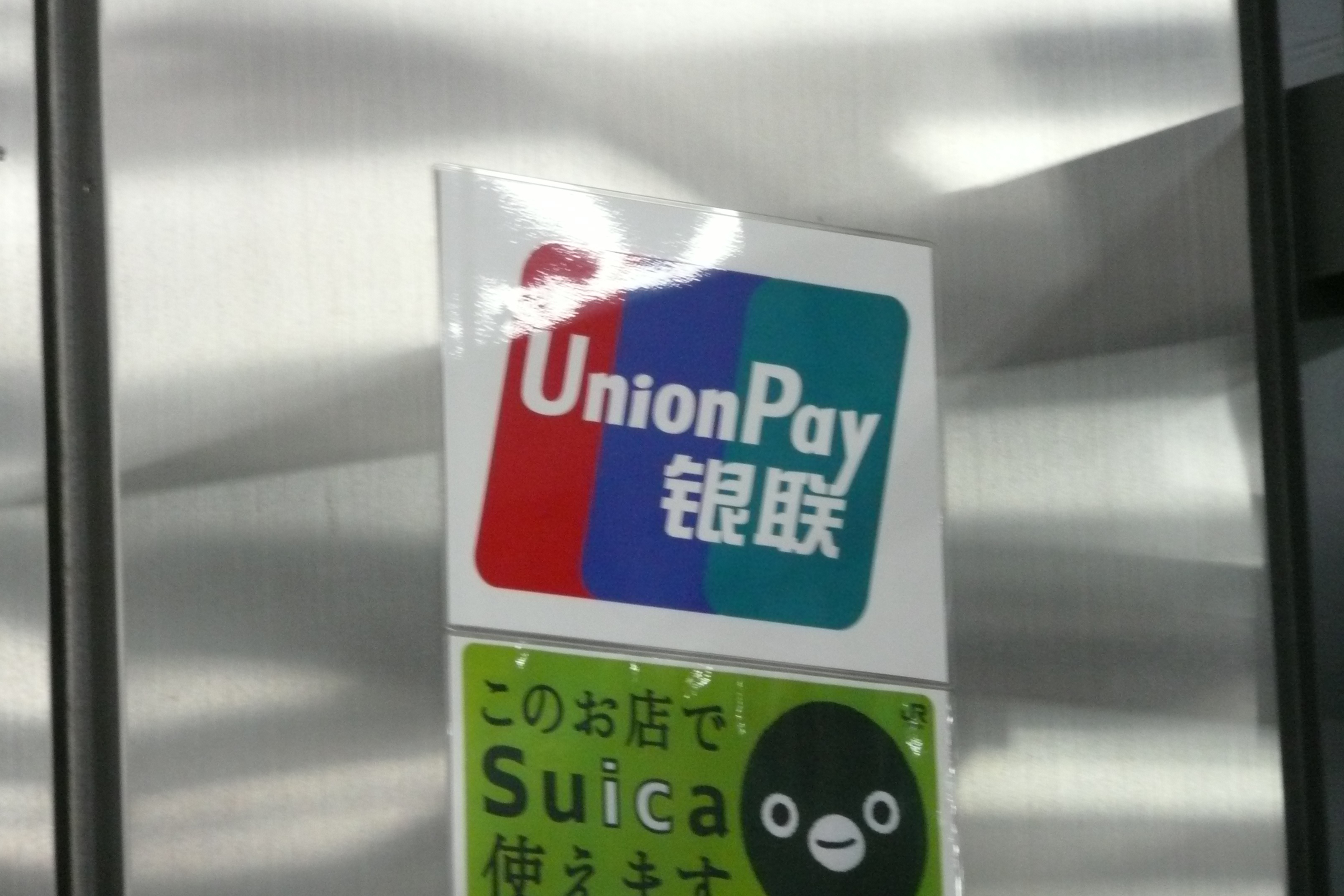
UnionPay

A UnionPay oferece serviços de pagamentos móveis e online.
Em 2014, foi relatado que a UnionPay estava contribuindo para a fuga de capitais da China por meio de operações mal regulamentadas de frente de loja em Macau.

### Aliança global
Em 2005, a UnionPay firmou acordos com outras redes de pagamento para aumentar a aceitação em todo o mundo. Alguns exemplos importantes incluem:
- Descobrir
- RuPay na Índia
- JCB no Japão
- Cartão BC na Coreia do Sul
- MIR na Rússia

## QuickPass
Na introdução de chips EMV nos cartões China UnionPay, os bancos também introduziram o QuickPass (Chinese), um recurso de cartão inteligente sem contato semelhante ao PayPass da MasterCard ou ao payWave da Visa. O QuickPass é aceito em muitos supermercados e lojas de fast food. A tecnologia QuickPass é implementada no próprio aplicativo Cloud QuickPass da UnionPay (Chinese), e também é suportado por vários provedores de carteira digital, como Samsung Pay, Apple Pay e Huawei Pay.

Logotipo do passe rápido

## Pagamentos online
O UnionPay é o primeiro serviço de pré-autorização de nível financeiro da China para transações seguras. O sistema permite o pagamento de compras on-line em qualquer estabelecimento que aceite UnionPay. Em 2014, o valor total de transações bancárias cruzadas do cartão CUP ultrapassou 41,1 trilhões de yuans.

## Usar no exterior
Alguns cartões de crédito UnionPay também são afiliados à American Express (AmEx), MasterCard ou Visa e podem ser usados no exterior como cartões de crédito American Express, MasterCard ou Visa. Os cartões de débito UnionPay, no entanto, só podem ser usados na rede UnionPay e em outras redes que tenham contratos firmados com a UnionPay. Desde 2006, os cartões China UnionPay podem ser usados em mais de 100 países fora da China.
Em maio de 2005, a Discover Network anunciou uma aliança com a China UnionPay Network. As duas empresas assinaram um acordo de longo prazo que permite a aceitação de cartões da marca Discover Network em caixas eletrônicos UnionPay e terminais de pontos de venda na China e aceitação de cartões China UnionPay na rede PULSE nos EUA. A partir de 1º de novembro 2007, os cartões China UnionPay podem ser aceitos nos Estados Unidos, Canadá, México, América Central e Caribe. A partir do início de 2013, o contrato de aceitação cruzada foi expandido para oferecer suporte a transações de comércio eletrônico ou cartão não presente. Em março de 2010, o PayPal anunciou uma parceria com a China UnionPay, permitindo o uso do PayPal com cartões de membros da UnionPay. Em 2015, a Administração Estatal de Câmbio (SAFE) da China estabeleceu um limite anual de ¥ 100.000 para saques em dinheiro no exterior de contas UnionPay emitidas por bancos chineses. Em novembro de 2017, a Azoya se uniu à UnionPay para permitir que os consumidores na China lucrem com o festival de compras online Black Friday por meio de uma plataforma de marketing transfronteiriça.

## Membros
A UnionPay é a rede principal desses bancos chineses:
- Banco Agricultural da China
- Bank of China (incluindo suas subsidiárias com sede em Hong Kong, Nanyang Commercial Bank e BOC Hong Kong)
- Bank of Communications (cartões de crédito co-emitidos com o HSBC)
- Banco de Pequim
- Banco de Ningbo
- Banco de Xangai
- Banco CITIC da China
- China Construction Bank
- Banco Everbright da China
- Banco dos Mercadores da China
- Corporação Bancária China Minsheng
- Banco de Desenvolvimento de Guangdong
- Huaxia Bank (cartões de crédito co-emitidos com o Deutsche Bank)
- Banco Industrial e Comercial da China (ICBC)
- Banco Industrial (cartões de crédito co-emitidos com o Hang Seng Bank)
- Ping An Bank
- Postal Savings Bank of China (anteriormente conhecido como China Postal Savings and Remittance Bureau)
- Banco de Desenvolvimento Shanghai Pudong
- Banco Comercial da Cidade de Taizhou

Outras organizações afiliadas à UnionPay incluem bancos comerciais municipais e cooperativas de crédito rural. Ao todo, são 165 instituições financeiras que emitem cartões UnionPay. 
A UnionPay fez parceria com a JETCO em Hong Kong e Macau até 1º de janeiro de 2006. Em janeiro de 2013, o Bank of East Asia e o Citibank eram os únicos bancos autorizados a emitir independentemente cartões de crédito UnionPay em Hong Kong e no continente. O HSBC e sua subsidiária Hang Seng Bank emitem independentemente cartões de crédito UnionPay em Hong Kong, enquanto emitem cartões no continente em cooperação com os bancos locais, conforme indicado acima. O Deutsche Bank tem apenas cartões co-emitidos, sem cartões de crédito UnionPay emitidos independentemente.
- Banco da China (Hong Kong)
- Banco da Ásia Oriental
- Citibank
- Banco DBS (em julho de 2009)
- Hana Bank (em novembro de 2009)
- Banco Hang Seng
- HSBC
- Banco OCBC (a partir de 2010)
- OCBC Wing Hang Bank (a partir de 2010)
- Standard Chartered Bank
- Woori Bank (em maio de 2009)

UnionPay em outros países:
- AGD Bank oferece cartão de débito UnionPay em Mianmar.[19]
- Askari Bank oferece um cartão de débito UnionPay no Paquistão.[20]
- Australia Post, anteriormente distribuído o cartão "Load&Go China", emitido pelo Bank of China (Austrália) Limited; com imagens da Grande Muralha.[21]
- Baiduri Bank oferece um cartão de débito UnionPay em Brunei.[22]
- Bangkok Bank oferece um cartão de crédito UnionPay na Tailândia.[23]
- Bank Central Asia oferece cartão de crédito UnionPay na Indonésia.
- O Banque Pour Le Commerce Exterieur Lao (BCEL) oferece cartões de débito e crédito UnionPay no Laos.[24]
- Banco Sinarms oferece cartão de débito UnionPay na Indonésia.[25]
- BDO Unibank oferece cartão de crédito UnionPay nas Filipinas.[26]
- O CIM Bank, um banco suíço, oferece cartões de crédito UnionPay para clientes nacionais e estrangeiros.[27]
- O DBS Bank oferece um cartão de débito UnionPay em Cingapura.[28]
- O Halyk Bank oferece cartões de crédito e débito UnionPay no Cazaquistão.[29]
- O Gazprombank oferece cartões de crédito e débito UnionPay na Rússia.[29]
- Joint Stock Commercial Bank for Foreign Trade of Vietnam (Vietcombank) oferece cartões de crédito e débito UnionPay no Vietnã.[29]
- Kasikornbank oferece um cartão de crédito UnionPay na Tailândia.[29]
- Kazkommertsbank oferece cartões de crédito UnionPay no Cazaquistão.[29]
- Krung Thai Bank oferece um cartão de débito UnionPay na Tailândia.[29]
- A Lotte Card oferece um cartão de crédito UnionPay na República da Coreia.[29]
- O Mitsubishi UFJ NICOS oferece um cartão de crédito UnionPay no Japão.[29]
- az oferece um cartão de crédito UnionPay no Azerbaijão.[29]
- A SCT Networks oferece um cartão de débito UnionPay no Nepal.[29]
- Himalayan Bank oferece cartões pré-pagos UnionPay no Nepal.[29]
- Nepal Investment Bank Limited oferece cartões UnionPay no Nepal.[29]
- NIC ASIA Bank oferece cartões virtuais UnionPay no Nepal.[29]
- O AmBank oferece um cartão de crédito UnionPay na Malásia.[29]
- O Public Bank oferece um cartão de débito UnionPay na Malásia.[29]
- O Philippine National Bank (PNB) oferece um cartão de crédito UnionPay nas Filipinas.[29]
- O Sacombank oferece cartões de crédito e débito UnionPay no Vietnã.[29]
- O Mitsui Sumitomo Bank oferece um cartão de crédito UnionPay no Japão.[29]
- O Shinhan Bank oferece um cartão de crédito UnionPay na República da Coreia.[29]
- O United Overseas Bank oferece um cartão de crédito UnionPay em Cingapura.[29]
- O Vostochny Express Bank oferece cartões de crédito e débito UnionPay na Rússia.[29]
- O Banco Nacional do Paquistão oferece cartões de débito UnionPay no Paquistão.[29]
- A 1LINK oferece cartões de débito UnionPay por meio de seus bancos membros no Paquistão.[30]